# Ошмяни (станція)
Ошмяни (біл. Ашмя́ны) — залізнична станція Мінського відділення Білоруської залізниці на перетині ліній Молодечно — Гудогай та Ошмяни — Бобровники між станціями Соли (8 км) та Гудогай (14 км). Розташована у селі Новики Ошмянського району Гродненської області за 17 ки від міста Ошмяни.

## Пасажирське сполучення
На станції зупиняються регіональні потяги економкласу сполученням Мінськ — Гудогай.